# مسجد و مدرسه محمدیه دژگان
مسجد و مدرسه محمدیه دژگان مربوط به دوره قاجار است که در روستای دژگان، بخش مرکزی، شهرستان بندرلنگه، استان هرمزگان قرار دارد. این اثر در تاریخ ۲۳ مهر ۱۳۸۴ با شمارهٔ ثبت ۱۳۵۶۵ به‌عنوان یکی از آثار ملی ایران به ثبت رسیده‌است.